# Hans Watzek (Fotograf)

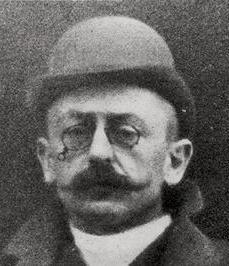
Hans Watzek, 1899

Hans (Johann) Josef Watzek (* 20. Dezember 1848 in Bilin, Böhmen; † 12. Mai 1903 in Wien) war ein Wiener Kunstfotograf des Piktorialismus. Watzek war Mitentwickler des mehrschichtigen Gummidruckes, verwirklichte 1896 den ersten Dreifarben-Gummidruck und hat entscheidend zur Anerkennung der Fotografie als vollwertiges künstlerisches Ausdrucksmedium beigetragen.

## Leben

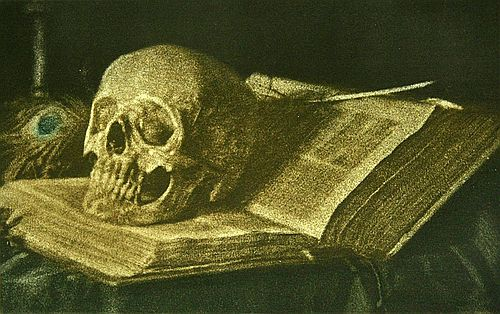
„Stillleben“

Hans Watzek, Sohn deutscher Eltern, hatte vor Aufnahme seines Kunststudiums kurz in einer xylografischen Anstalt gearbeitet.
Nachdem Watzek von 1865 bis 1868 die Kunstakademien von Leipzig und München besucht hatte, arbeitete er zunächst als Zeichenlehrer in Böhmen. Ab 1875 lebte er in Wien und unterrichtete Freihandzeichnen und Modellieren an der Wiener Staats-Oberrealschule des 6. Bezirks. Zwischen 1888 und 1893 war er zudem Vorsitzender des Vereins österreichischer Zeichenlehrer und publizierte zahlreiche Aufsätze in der „Zeitschrift für Zeichnen und Kunstunterricht“.
Seinen Zugang zur Fotografie fand er 1891 auf einer frühen Ausstellung von Kunstfotografien, insbesondere durch die stimmungsvollen Werke Alfred Maskells. Noch im selben Jahr startete er erste Versuche mit einer selbstkonstruierten Lochkamera und wurde Mitglied im „Club der Amateurphotographen in Wien“ (1893 umbenannt in „Wiener Camera Club“), in dem er von 1893 bis zu seinem Tod Vorstandsmitglied war.
In diesem Club kam er in Kontakt mit Hugo Henneberg und Heinrich Kühn. Die drei Kunstfotografen waren nicht nur Freunde, sondern arbeiteten in ihrem 1897 gegründeten Künstlerbund „Wiener Kleeblatt“ (auch: „Wiener Trifolium“) eng zusammen. Ihre Werke signierten sie mit einem dreiblättrigen Kleeblatt, um dem gemeinsamen Schaffen Ausdruck zu verleihen. Gemeinsam experimentierten sie insbesondere auf dem Gebiet des Gummidruckes: „In unzähligen Experimenten […] verbesserten sie den einfachen Gummidruck und entwickelten den Kombinationsdruck“. Ihr Credo lautete, dass die Fotografie als gleichwertige Kunstform neben der Malerei ernst genommen werden sollte. Charakteristisch für die Werke des Kleeblattes sind daher oft eine malerische Unschärfe, insbesondere bei ihren stimmungsvollen Landschaftsaufnahmen.
Zu dritt unternahmen Watzek, Henneberg und Kühn regelmäßig Studienreisen, unter anderem zum Bodensee, an den Gardasee, an die Nordsee oder ins Tirol, um geeignete Motive für ihre Landschaftsaufnahmen zu finden.
Im Gegensatz zu den meisten führenden Köpfen der Wiener Kunstfotografen-Szene, wie etwa Albert und Nathaniel von Rothschild, aber auch Henneberg und Kühn, standen Hans Watzek nur sehr beschränkte finanzielle Mittel zur Verfügung, um der damals sehr kostspieligen Freizeitbeschäftigung der Amateur-Fotografie nachzugehen.
Da er bis zum Schluss darauf angewiesen war, seinen Lebensunterhalt als Lehrer zu verdienen, war er zudem zeitlich in seinem Schaffen als Fotograf eingeschränkt. In einem Nachruf schreibt Heinrich Kühn dazu:
„Watzek, der doch die Seele, die treibende Kraft des Ganzen [des Wiener Camera Clubs] war, musste mit lächerlich Wenigem auskommen und, was noch das weit Schlimmere war, die Zeit zur Arbeit seinem Beruf absparen. So hat er z. B. gewöhnlich nicht dabei bleiben können, wenn ein Druck im Rahmen belichtet wurde; und wenn die Pause zwischen zwei Unterrichtsstunden ablief, musste er die anentwickelte Kopie manches Mal – wohl schweren Herzens! – im Stich lassen.“
Diese Hürden verhinderten die Anerkennung durch seine Zeitgenossen nicht. Vielmehr bewogen sie Watzek dazu, sich effizienterer und kostengünstigerer Techniken zu bedienen, beispielsweise durch die Verwendung von Bromsilberpapier als Negativpapier.
Ebenso war bekannt, dass Watzek Kameras aus einfachen Mitteln wie Pappkarton selbst konstruierte, was bei seinen Kollegen gleichermaßen für Amüsement und Bewunderung sorgte: „was die kostbaren Utensilien anbetrifft, da kann ich, nach dem, was ich von seinen Apparaten kenne, erzählen, dass sie weniger kostbar als köstlich sind. […] es macht mich […] erstaunen, mit derartig ungelenken Mitteln – Resultate erzielt zu sehen, die bewunderungswürdig sind.“ Heinrich Kühn äußerte denn auch über seinen Freund: „Aus dem Allereinfachsten hat er das Allerhöchste herausgeholt…“
Watzek litt an einer langwierigen Blutgefäßerkrankung, die Ursache für seinen frühen Tod 1903 war. Sein Ableben führte zur Auflösung des „Wiener Kleeblattes“, und Hugo Henneberg wandte sich fortan von der Fotografie ab.
In den zwölf Jahren, die er fotografisch tätig war, hat Hans Watzek nur 65 Aufnahmen, größtenteils Unikate, erschaffen.
In seiner Fotozeitschrift „Camera Work“ zeigte Alfred Stieglitz in der Ausgabe vom Januar 1906 fünf Bilder Watzeks, unter anderem das Bild „Schafe“.

## Werk

### Fotografie als eigenständige Kunstform

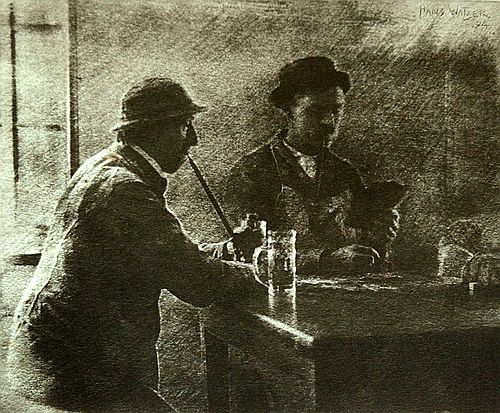
„Der Kiebitz“

Watzeks Anliegen war es, der Fotografie in der breiten Öffentlichkeit zur Anerkennung als einem vollwertigen künstlerischen Medium zu verhelfen.
Er sah in der Fotografie ebenso wie in der Malerei eine schöpferische Kunstform. Das Motiv, welches der Fotograf abbilden möchte, könne beispielsweise durch das Experimentieren mit Tonwerten oder Linienführungen bewusst gestaltet werden. Ein zentraler Begriff seiner Auffassung war das subjektive Anschauungsbild des Künstlers:
„Die Wahrheit, die der Künstler anstrebt, besteht nicht in einer projektivisch genauen Darstellung äußerer Objekte, sondern in der Wiedergabe des vom Maler gewonnenen subjektiven Anschauungsbildes. Dieses Anschauungsbild bildet sich aber nicht allein aus dem auf projektivischen Wege gewonnenen Netzhautbilde, sondern kommt durch das Zusammenwirken verschiedener anderer Momente, die physiologischer und psychologischer Natur sind, zustande. In der bildlichen Wiedergabe eines solchen subjektiven Anschauungsbildes stehen räumliche Eigenschaften des dargestellten Gegenstandes nicht gleichwertig nebeneinander, sondern der subjektiven Veranlagung des Künstlers entsprechend werden einzelne Merkmale der Erscheinung hervorgehoben, andere unterdrückt oder ausgeschieden und auf diese Art ein abgeschlossenes Ganzes der Erscheinung geboten, das nur die vom Künstler angestrebte Wirkung beim Beschauer hervorbringt.“
Watzek unterschied also zwischen zwei Wahrheiten, die eine Fotografie zeigen kann: Als äußere Wahrheit bezeichnete er die „Abbildung der objektiven […] Wahrheit“, also die tatsächlich geschaute Realität. Die innere Wahrheit bezieht sich auf den Gesamteindruck aller Empfindungen, die der Künstler beim Anblick des abzubildenden Gegenstandes erfährt. Watzek zitiert Émile Zola, wenn er sagt: „Das Kunstwerk ist ein Stück Natur, durch ein Temperament gesehen.“
Ganz im Sinne der Wiener Sezession plädierte Watzek zudem für eine Kunst, die sich weniger an akademischen Regeln orientiert als an Originalität, Individualität und an der „Wahrheit der Natur“.

### Stimmungslandschaften

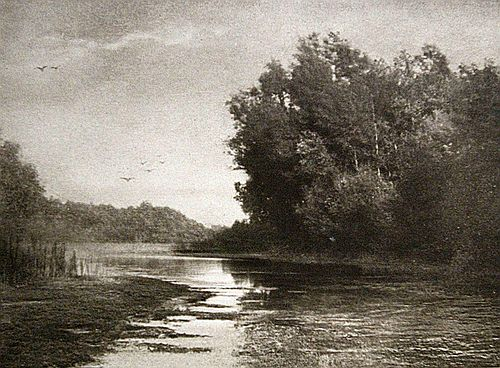
„An der Donau“

Wie auch bei den anderen beiden Mitgliedern des Wiener Kleeblattes waren stimmungsvolle Landschaftsaufnahmen ein wichtiger Teil in Watzeks Repertoire. Seine frühen Arbeiten bezeichnete er als „Stimmungsskizzen“. Im Vorwort der Diplomarbeit Der Kunstfotograf Hans Watzek (1848–1903) schreibt Inge Maria Kimeswenger:
„Watzeks zarte, duftige Wiedergabe seiner Landschaftsaufnahmen war damals einmalig. Sein Ziel war es, selbst aus einem verhältnismäßig banalen Naturausschnitt durch bedachtsame Behandlung des Druckes ein Kunstwerk zu gestalten, und mit diesem Bild eine bestimmte Stimmung und Atmosphäre auszudrücken und diese dem Betrachter zu vermitteln.“
Nach Watzek konnte dies vor allem durch die verschiedenen Abstufungen von Tonwerten (Graustufen) erreicht werden, die wiederum einem Gesamtton untergeordnet waren. Je nachdem wie hell oder dunkel dieser war, ergab sich daraus eine heitere oder düstere Gesamtstimmung für das Bild: „[Diese] wirkt auf den Beschauer eines Bildes, ehe er sich mit dem Gegenständlichen der Darstellung im Detail bekannt macht. Die Stimmung gibt dem Bilde Harmonie und Abgeschlossenheit, sie ist die Charakteristik im großen.“
Solche Stimmungslandschaften erinnern heute stark an die Gemälde der Stimmungsimpressionisten. Es kann angenommen werden, dass Watzek während seiner Studienzeit auf der Münchner Kunstakademie enge Kontakte zu ihnen knüpfen konnte.

### Wichtige Errungenschaften

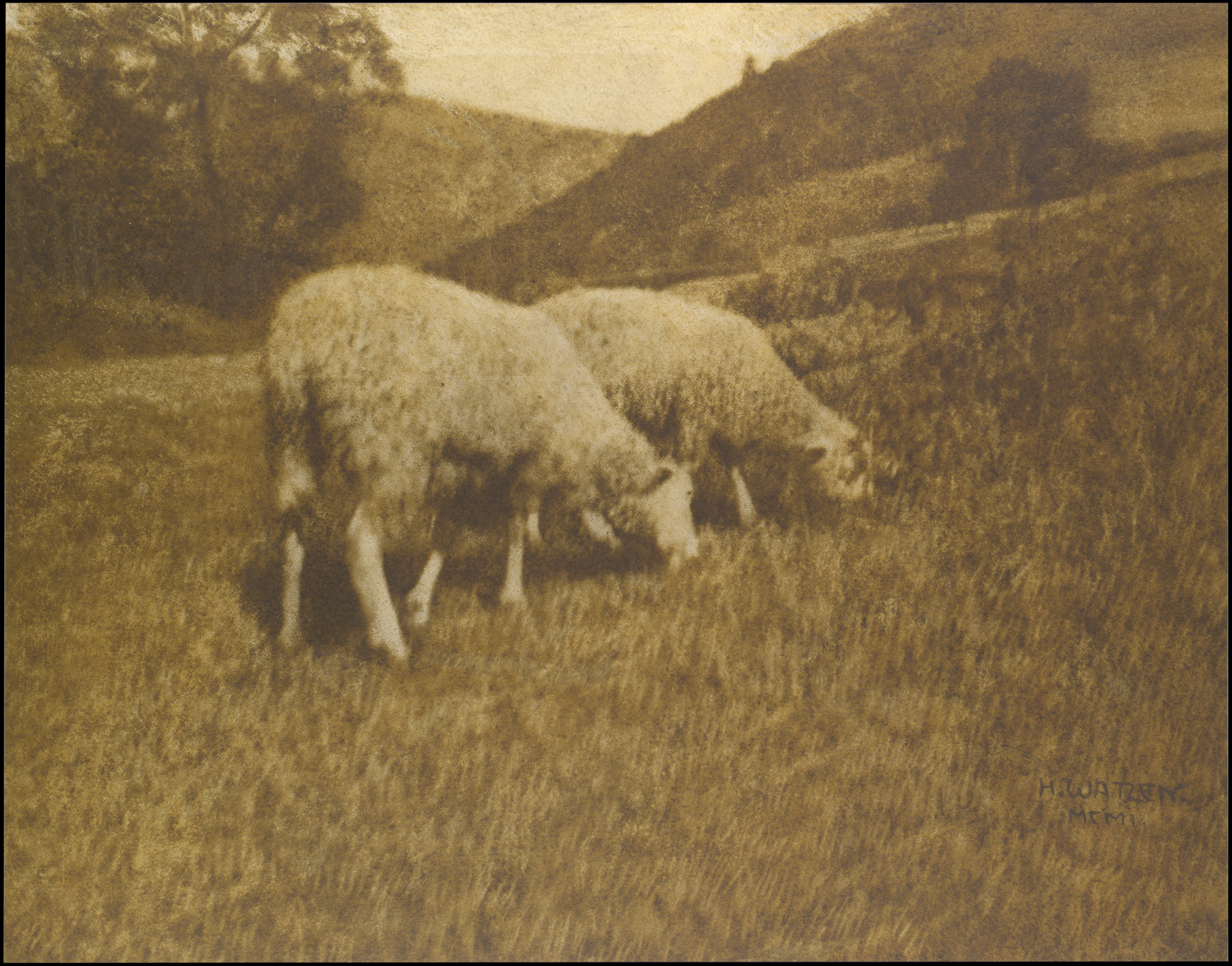
„Schafe“

Hans Watzek leistete auf einigen Gebieten der künstlerischen Fotografie Pionierarbeit.
Etwa um 1894 verwendete er einfache Brillengläser statt komplexer Objektive und prägte damit den Begriff der Monokel-Linse. Die Verwendung solcher Linsen hatte eine malerische Unschärfe im Bild zur Folge.
Bahnbrechend war die zusammen mit Henneberg und Kühn entwickelte Technik des mehrschichtigen Gummidruckes. Zur besseren, vollkommeneren Wiedergabe der Tonwerte eines Negatives durch den Gummidruck wird hierbei das Negativ mehrfach mit unterschiedlich hell angemischten Farben auf den Abzug, also das positive Bild, übertragen. Die erste Schicht wird mit sehr heller Farbe ausgeführt und dient der Wiedergabe der Lichter. Darauf folgen weitere Schichten, die mit zunehmend dunkler Farbe und kürzeren Belichtungszeiten angelegt werden und so die Mitteltöne und die Schatten darstellen. Häufig wurde seinerzeit ein Negativ in drei Farbschichten auf das Positiv übertragen, gelegentlich aber auch durch mehr als drei Stufen.
Ebenso bahnbrechend war die Herstellung von dreifarbigen Gummidrucken mittels Mehrfachbelichtung um 1896:
„Er erstellte mittels Farbfiltern drei Auszugsnegative, die jeweils nach der additiven Farbmischung die Blau-, Rot- und Grünanteile des Motives enthielten. Im Druckprozess färbte er die zu den Auszügen gehörigen (positiven) Drucke in den subtraktiven Gegenfarben ein. Watzek wählte aufgrund der Auszugsfilter, die eine längere Belichtungszeit erfordern, als Motiv ein einfaches Stillleben. […] Dabei achtete er darauf, dass die Gegenstände möglichst reine Farbtöne, wie z. B. Grün, Blau und Rot enthielten. Auf einem grobstrukturierten Träger wurden den drei Beschichtungen des Gummidruckes zuerst gelbes, dann rotes und schließlich blaues Pigment beigemengt. Dadurch erreichte das Bild den Charakter eines Pastell- oder Ölbildes.“
Das Verfahren war jedoch so aufwendig, dass es kaum Nachahmung fand.

### Ausstellungen
Abbildungen von Watzeks Werken wurden in der Photographischen Rundschau (1892), den Wiener photographischen Blättern (1894), dem Photographischen Centralblatt sowie in der New Yorker Zeitschrift Camera Work abgedruckt.
Watzeks Arbeiten waren zudem in folgenden Ausstellungen zu sehen (Auswahl):
- 1893: „Ausstellung der Amateur-Photographen“ in Salzburg, Ausstellungen im „Londoner Salon“ und in Tokio
- 1895: Ausstellungen in London, Paris und Amsterdam, sowie bei der Ausstellung der „Gesellschaft zur Förderung der Amateurphotographie“ in Hamburg
- 1898: „Erste Sezessionsausstellung von künstlerischen Photographien“ in München
- 1899: Erste „Wanderausstellung von künstlerischen Photographien“
- 1900: Erste „Kleeblattausstellung“ in Berlin[21]
- 1902: 13. Ausstellung der Wiener Sezession
- 1903: 9. Hagenbund Ausstellung in Wien

u. a. m.

### Arbeiten
Einige Arbeiten Watzeks sind in folgenden Museen zugänglich:
- Staatliche Museen zu Berlin, (Kunstbibliothek), Berlin.
- Staatliche Kunstsammlungen, Kupferstichkabinett, Dresden.
- Museum Folkwang, Essen.
- Agfa Foto-Historama (Sammlung Fotografie im Museum Ludwig, Köln).
- Stieglitz Collection im Metropolitan Museum of Art, New York.
- Höhere Graphische Bundes-Lehr- und Versuchsanstalt, Wien.

## Veröffentlichungen
- Über photographische Aufnahmen mit dem Monokel. In: Photographische Rundschau. Band 6, 1892, S. 113–116, (Digitalisat).
- Über photographische Aufnahmen mit dem Monokel oder der Beleuchtungslinse. In: Photographische Rundschau. Band 7, 1893, S. 11–15, (Digitalisat)
- Zur Technik der künstlerischen Photographie. In: Wiener photographische Blätter. Band 1, 1894, S. 21–24.
- Über das Künstlerische in der Photographie. In: Wiener photographische Blätter. Band 2, 1895, S. 161–163.
- Bromsilberpapier als Negativpapier. In: Wiener Photographische Blätter. Band 2, 1895, S. 214.
- Der farbige Gummidruck. In: Wiener photographische Blätter. Band 4, 1897, S. 102–103.
- Über die Vorpräparation des Papiers beim Gummidruck. In: Photographisches Centralblatt. Band 5, 1899, S. 7–8.

## Zitate
„Er redete nie über Bilder oder Versuche, die er machen wollte, wie ihm überhaupt Ideen und Vorschläge nicht galten. Wie oft sagte er, dass es einzig darauf ankomme, etwas wirklich zu machen.“

„’Es geht auch so’– war sein bekanntes Schlagwort. Stets mit einfachsten Mitteln und anscheinend naiv hat er die schwierigsten, ’eigentlich’ unmöglichen Aufgaben angepackt und gelöst. […] Es gab für ihn keine Schwierigkeiten.“

„Seine [Watzeks] größte Tat ist die Einführung des Brillenglases, der einfachen Linse als Aufnahmeobjektiv gewesen. Man darf aber nicht glauben, dass er in momentaner Anwandlung zu dem Experiment kam: Vorher hatte er eine Arbeit über physiologische Optik veröffentlicht! Er suchte nach eingehenden Studien den Charakter der photographischen Aufzeichnung dem des optischen Netzhautbildes nahe zu bringen.“

„‚Künstlerische Photographien’, schreibt er in einem Brief, sind ernst zu nehmende Kunsterzeugnisse. Für den Beschauer ist die Art der Herstellung eines Kunstwerkes von untergeordneter Bedeutung, für uns aber ist sie das nicht. Unsere Bilder sind im günstigsten Falle künstlerischen Handzeichnungen gleichzustellen. Unser jahrelanges heißes Bemühen scheint fast auf ein Experiment gerichtet zu sein, durch das gezeigt wird, dass auf einem sehr umständlichen Weg durch ‚mechanische’ Mittel eine künstlerische Leistung möglich ist.’“

„Eine Monokelaufnahme wird selbst bei stärkster Abblendung und genauer Berücksichtigung der Focusdifferenz keine so scharfe Zeichnung zeigen, wie ein unter gleichen Verhältnissen hergestelltes Bild mit einem photographischen Objektive. In dieser, dem natürlichen Sehvermögen und der künstlerischen Tradition entsprechenden geringen Schärfe der Zeichnung liegt der besondere Reiz der Monokelaufnahmen.“